# Royal Gorge Bridge
Le Royal Gorge Bridge est un pont suspendu près de la ville de Cañon City (État du Colorado, États-Unis) qui surplombe la rivière Arkansas.
La construction du pont a commencé le 5 juin 1929, et s'est terminée en novembre. La faible largeur du pont (5 mètres) n'autorise qu'une voie de circulation, le site est devenu une attraction touristique et seuls des véhicules de service sont maintenant autorisés à le franchir. Le tablier est constitué de 1 000 traverses en bois.
Avec une hauteur maximum de 291 mètres entre la chaussée et la rivière, le Royal Gorge Bridge fut le pont le plus haut du monde de 1929 jusqu'en 2001, record actuellement détenu par le pont Siduhe en Chine avec une hauteur libre de 496 mètres. En comparaison, la chaussée du viaduc de Millau est à 277 mètres maximum au-dessus du Tarn. Ce dernier contient cependant les piles les plus hautes du monde, avec 343 m, contre seulement 46 m pour les pylônes du Royal Gorge Bridge.

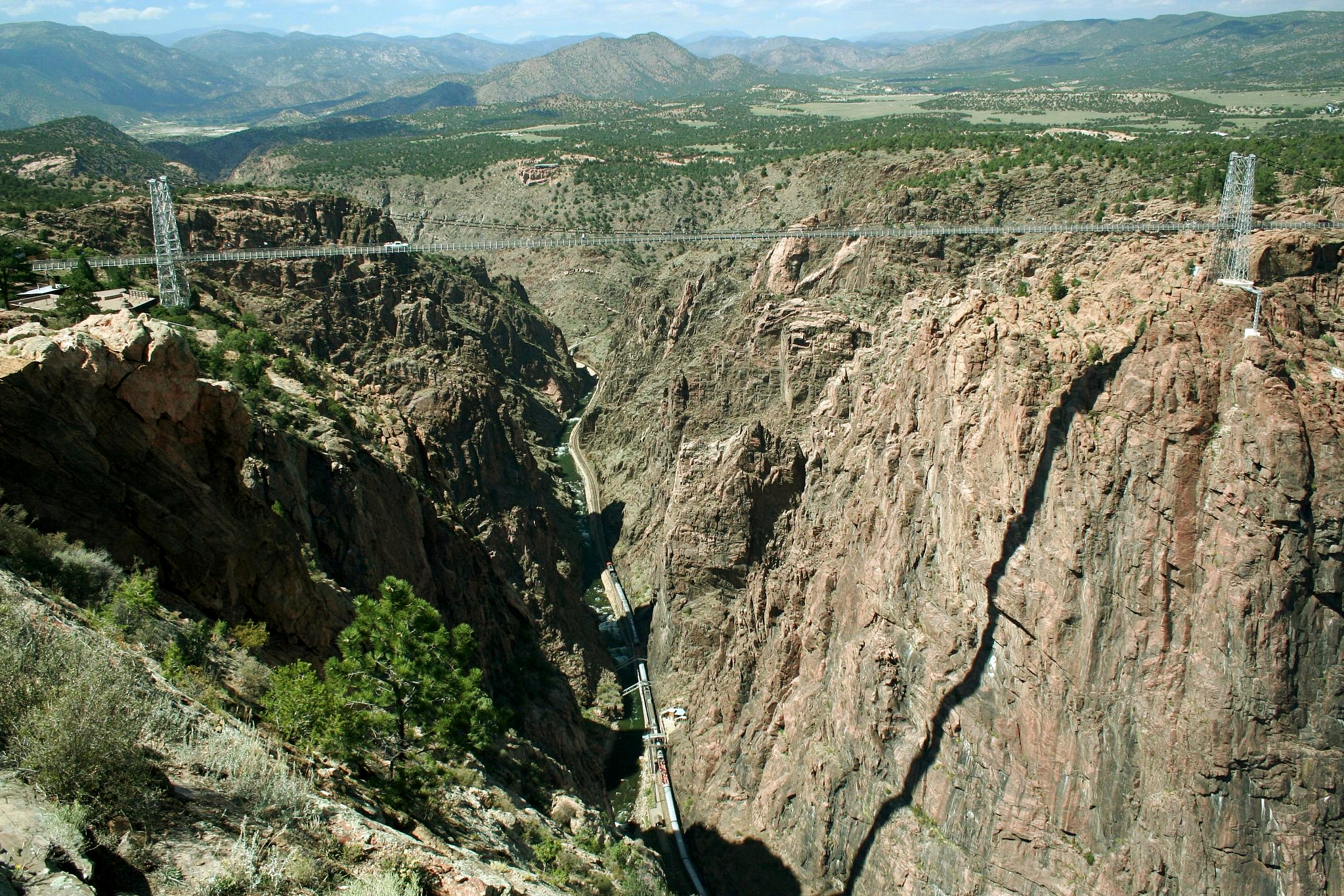
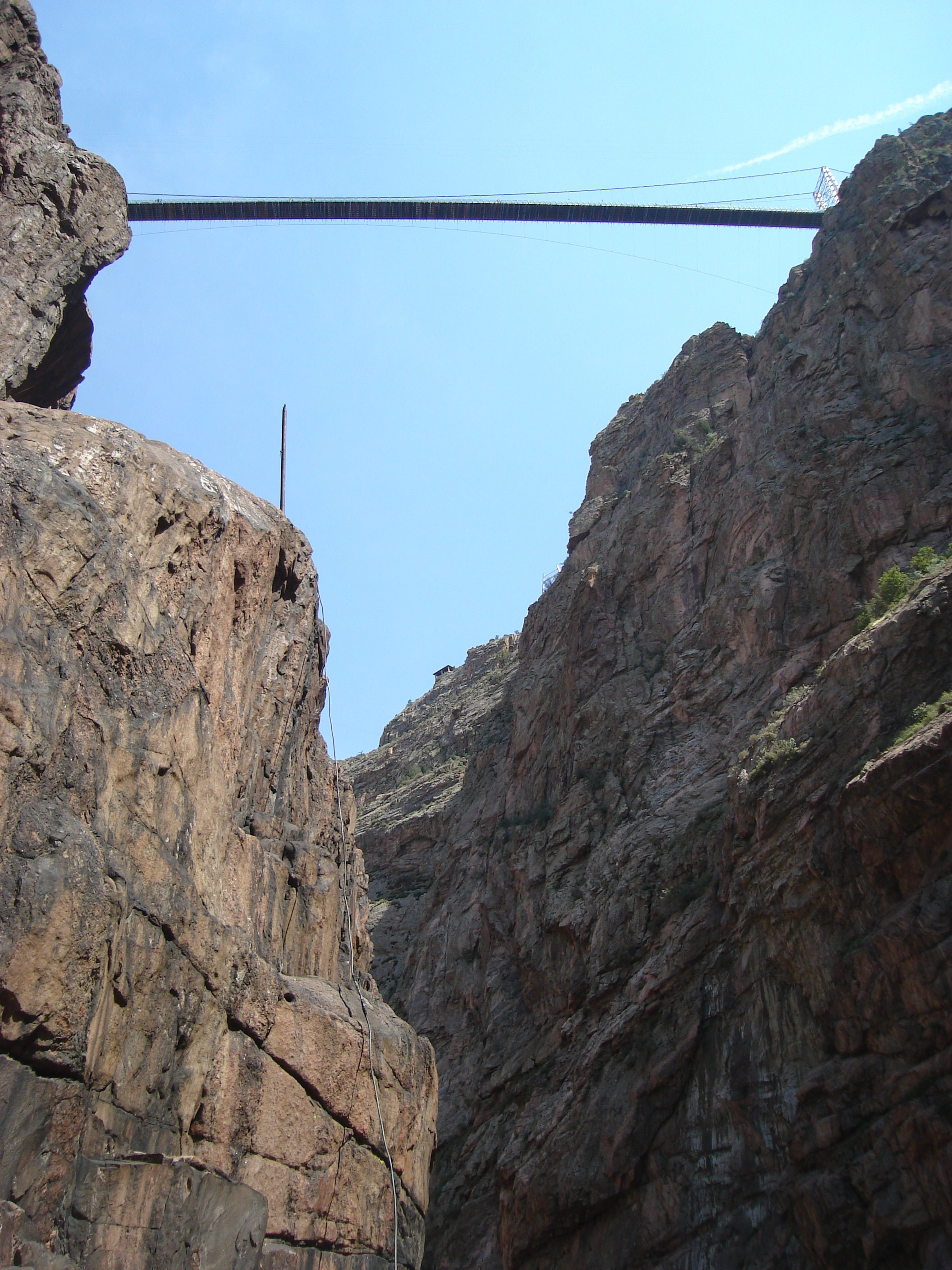
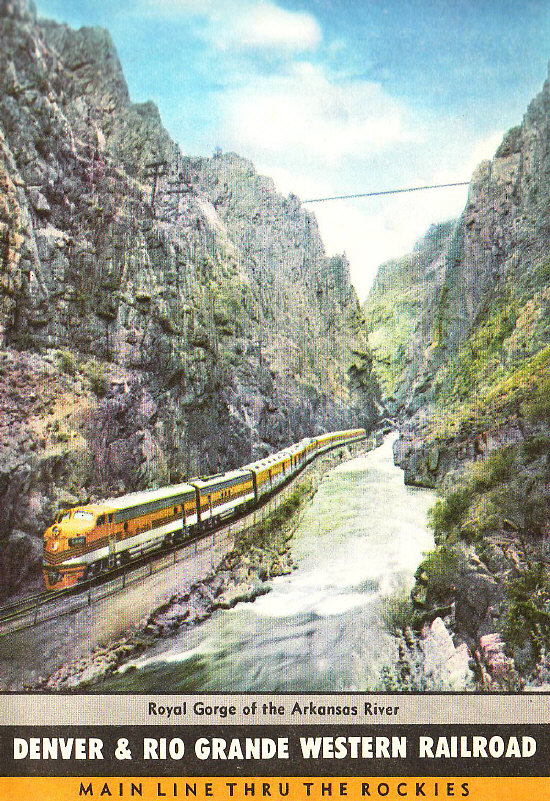